# Cesare Facchinetti
Cesare Facchinetti (Bologna, 29 settembre 1608 – Roma, 31 gennaio 1683) è stato un cardinale e arcivescovo cattolico italiano.

## Biografia
Nacque a Bologna il 29 settembre 1608, figlio del marchese Ludovico e di Violante Austriaca di Correggio. Era pronipote del papa Innocenzo IX e nipote del cardinale Giovanni Antonio Facchinetti de Nuce. Da giovane fu discepolo di Claudio Achillini e Lodovico Scapinelli e il 23 febbraio 1628 si addottorò in legge a Bologna. Passò al servizio della curia romana nel 1632, inizialmente referendarius utriusque signaturae, poi con altri incarichi. Dal 1639 al 1642 era nunzio apostolico alla corte spagnola di Madrid ed arcivescovo titolare di Damiata.
Papa Urbano VIII lo elevò al rango di cardinale nel concistoro del 13 luglio 1643.
Dal 2 agosto 1655 al 14 novembre 1672 fu vescovo di Spoleto, poi vescovo di Palestrina. Dal 1680 fu decano del collegio cardinalizio.
Morì il 31 gennaio 1683 all'età di 74 anni. Fu l'ultimo rappresentante maschile della sua casata.

## Genealogia episcopale e successione apostolica
La genealogia episcopale è:
- Cardinale Diego Espinosa Arévalo
- Cardinale Gaspar de Quiroga y Vela
- Cardinale Rodrigo de Castro Osorio
- Cardinale Bernardo de Sandoval y Rojas
- Vescovo Melchor Soria Vera y Diaz
- Vescovo Diego Castejón Fonseca
- Cardinale Cesare Facchinetti

La successione apostolica è:
- Vescovo Giacomo Accarisi (1644)
- Vescovo Natale Caridei (1654)
- Vescovo Pier Maria Bichi, O.S.B. (1658)
- Cardinale Angelo Maria Ranuzzi (1668)
- Arcivescovo Leonardo Balsarini (1668)
- Cardinale Stefano Agostini (1671)
- Vescovo Costanzo Zani, O.S.B. (1672)
- Vescovo Benedetto Bartolo (1672)
- Vescovo Augusto Bellincini (1675)
- Vescovo Francesco Antonio Boscaroli, O.F.M.Conv. (1675)

## Ascendenza
|                                           |                                |                                   | Genitori                                        |  |  | Nonni |  |  | Bisnonni      |  |  | Trisnonni |  |
|                                           |                                |                                   |                                                 |  |  |       |  |  | Antonio Titta |  |  | …         |  |
|                                           |                                |                                   |                                                 |  |  |       |  |  | Antonio Titta |  |  | …         |  |
|                                           |                                | …                                 |                                                 |  |  |       |  |  | Antonio Titta |  |  |           |  |
| Cesare Facchinetti, marchese di Vianino   |                                |                                   |                                                 |  |  |       |  |  | Antonio Titta |  |  |           |  |
|                                           |                                | Antonia Facchinetti de Nuce       | Antonio Facchinetti de Nuce                     |  |  |       |  |  |               |  |  |           |  |
|                                           |                                | Antonia Facchinetti de Nuce       | Antonio Facchinetti de Nuce                     |  |  |       |  |  |               |  |  |           |  |
|                                           |                                | Antonia Facchinetti de Nuce       | Francesca Cini                                  |  |  |       |  |  |               |  |  |           |  |
| Ludovico Facchinetti, marchese di Vianino |                                | Antonia Facchinetti de Nuce       |                                                 |  |  |       |  |  |               |  |  |           |  |
|                                           |                                | Vincenzo Sampieri, marchese       | …                                               |  |  |       |  |  |               |  |  |           |  |
|                                           |                                | Vincenzo Sampieri, marchese       | …                                               |  |  |       |  |  |               |  |  |           |  |
|                                           |                                | Vincenzo Sampieri, marchese       | …                                               |  |  |       |  |  |               |  |  |           |  |
| Giovanna Sampieri                         |                                | Vincenzo Sampieri, marchese       |                                                 |  |  |       |  |  |               |  |  |           |  |
|                                           |                                | Elena Fantuzzi                    | Carlantonio Fantuzzi                            |  |  |       |  |  |               |  |  |           |  |
|                                           |                                | Elena Fantuzzi                    | Carlantonio Fantuzzi                            |  |  |       |  |  |               |  |  |           |  |
|                                           |                                | Elena Fantuzzi                    | …                                               |  |  |       |  |  |               |  |  |           |  |
| Cesare Facchinetti                        |                                | Elena Fantuzzi                    |                                                 |  |  |       |  |  |               |  |  |           |  |
|                                           | Girolamo I, conte di Correggio | Giberto VII, conte di Correggio   |                                                 |  |  |       |  |  |               |  |  |           |  |
|                                           | Girolamo I, conte di Correggio | Giberto VII, conte di Correggio   |                                                 |  |  |       |  |  |               |  |  |           |  |
|                                           | Girolamo I, conte di Correggio | Veronica Gambara                  |                                                 |  |  |       |  |  |               |  |  |           |  |
| Alessandro I, conte di Correggio          | Girolamo I, conte di Correggio |                                   |                                                 |  |  |       |  |  |               |  |  |           |  |
|                                           |                                | Paola Piloja                      | …                                               |  |  |       |  |  |               |  |  |           |  |
|                                           |                                | Paola Piloja                      | …                                               |  |  |       |  |  |               |  |  |           |  |
|                                           |                                | Paola Piloja                      | …                                               |  |  |       |  |  |               |  |  |           |  |
| Violante da Correggio                     |                                | Paola Piloja                      |                                                 |  |  |       |  |  |               |  |  |           |  |
|                                           |                                | Federico Torelli, conte di Coenzo | Cristoforo II Torelli, conte di Montechiarugolo |  |  |       |  |  |               |  |  |           |  |
|                                           |                                | Federico Torelli, conte di Coenzo | Cristoforo II Torelli, conte di Montechiarugolo |  |  |       |  |  |               |  |  |           |  |
|                                           |                                | Federico Torelli, conte di Coenzo | Ippolita Sanseverino d'Aragona                  |  |  |       |  |  |               |  |  |           |  |
| Ippolita Torelli                          |                                | Federico Torelli, conte di Coenzo |                                                 |  |  |       |  |  |               |  |  |           |  |
|                                           |                                | Malatesta Malatesta               | Roberto Malatesta                               |  |  |       |  |  |               |  |  |           |  |
|                                           |                                | Malatesta Malatesta               | Roberto Malatesta                               |  |  |       |  |  |               |  |  |           |  |
|                                           |                                | Malatesta Malatesta               | Aquilina Buonfio                                |  |  |       |  |  |               |  |  |           |  |
|                                           |                                | Malatesta Malatesta               |                                                 |  |  |       |  |  |               |  |  |           |  |